# Idertia morsonii
Idertia morsonii är en tvåhjärtbladig växtart som först beskrevs av John Hutchinson och Dalz., och fick sitt nu gällande namn av Farron. Idertia morsonii ingår i släktet Idertia och familjen Ochnaceae. Inga underarter finns listade i Catalogue of Life.